# Eriopyga leucocraspis
Eriopyga leucocraspis là một loài bướm đêm trong họ Noctuidae.